# SER Perdigao
El SER Perdigao fue un equipo de fútbol de Brasil que jugó en el Campeonato Brasileño de Serie A, la primera división de fútbol en el país.

## Historia
Fue fundado el 31 de marzo de 1964 en el municipio de Videira en el estado de Santa Catarina con el nombre SE Perdigao y era el equipo representante de la empresa Alimentos Perdigao propiedad de la familia Brandalise, dedicada a la venta de productos frigoríficos.
En 1965 hace su primera aparición en el Campeonato Catarinense, llegando a estar entre los 12 equipos que jugaron en la fase final, terminando en un honroso quinto lugar en el campeonato.
En 1966 gana el Campeonato Catarinense por primera vez al ganar la cuadrangular final, con lo que clasificó al Campeonato Brasileño de Serie A de 1967, su primera participación en un torneo a escala nacional.
En la primera división nacional de 1967, en aquel entonces llamada Copa Brasil, fue eliminado en la primera ronda de la zona sur al terminar en último lugar del grupo que compartió con el Gremio de Porto Alegre del estado de Río Grande del Sur y el Clube Atlético Ferroviário del estado de Paraná, finalizando en último lugar entre 21 participantes. En ese año no pudo defender su título de campeón y fue eliminado en la primera ronda.
Tras jugar el Campeonato Catarinense de 1969, la institución desaparece su sección de fútbol, en 1972 pasa a llamarse SER Perdigao y pasa a ser un club de fútbol sala.

## Palmarés
- Campeonato Catarinense: 1

1966

## Jugadores

### Jugadores destacados
- Valdomiro Vaz Franco[7]